# Oliver Seack
Oliver Seack, född den 26 juli 1962 i Hamburg, Västtyskland, är en västtysk kanotist.
Han tog bland annat VM-guld i K-1 200 meter i samband med sprintvärldsmästerskapen i kanotsport 2011 i Szeged.